# Policocnemis
Policocnemis là một chi bướm đêm thuộc họ Noctuidae.

## Loài
- Policocnemis ungulatus Benjamin, 1932